# هنري سانت جون
هنري سانت جون (بالإنجليزية: Henry St. John)‏ هو سياسي أمريكي، ولد في 16 يونيو 1783 في الولايات المتحدة، وتوفي في 1 مايو 1869 في نفس البلد. حزبياً، نشط في الحزب الديمقراطي. وقد انتخب عضو مجلس النواب الأمريكي.